# Kreisgrabenanlage

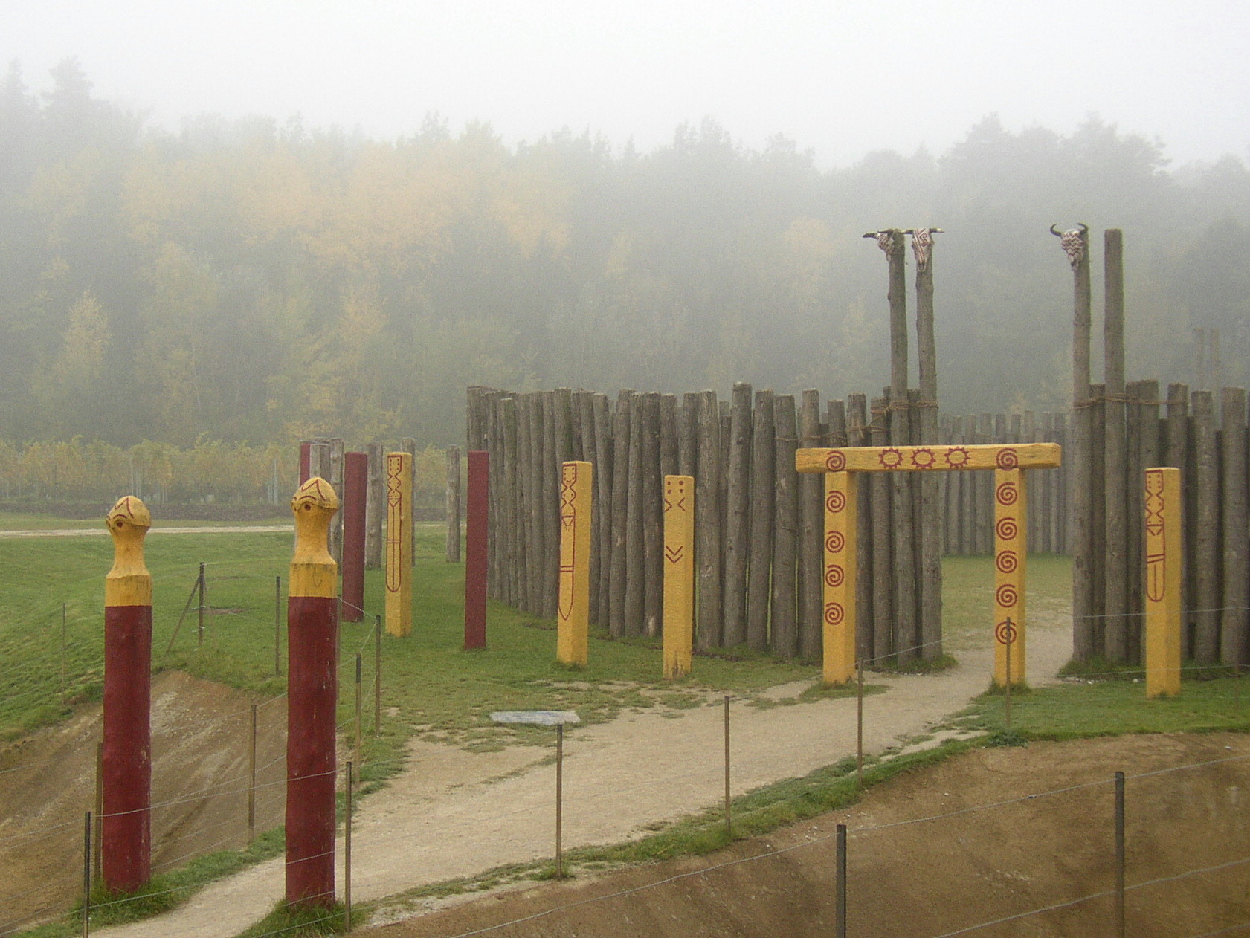
Rekonstruktion einer Kreisgrabenanlage für die Niederösterreichische Landesausstellung 2005 in Heldenberg

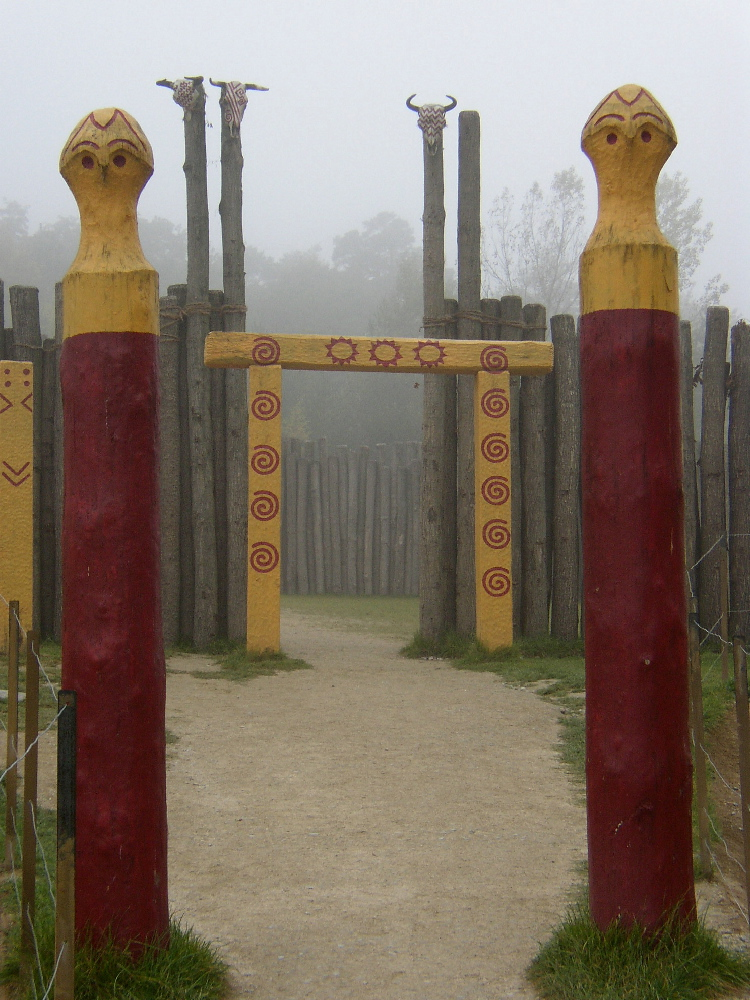
Portal der für die Niederösterreichische Landesausstellung 2005 rekonstruierten Kreisgrabenanlage

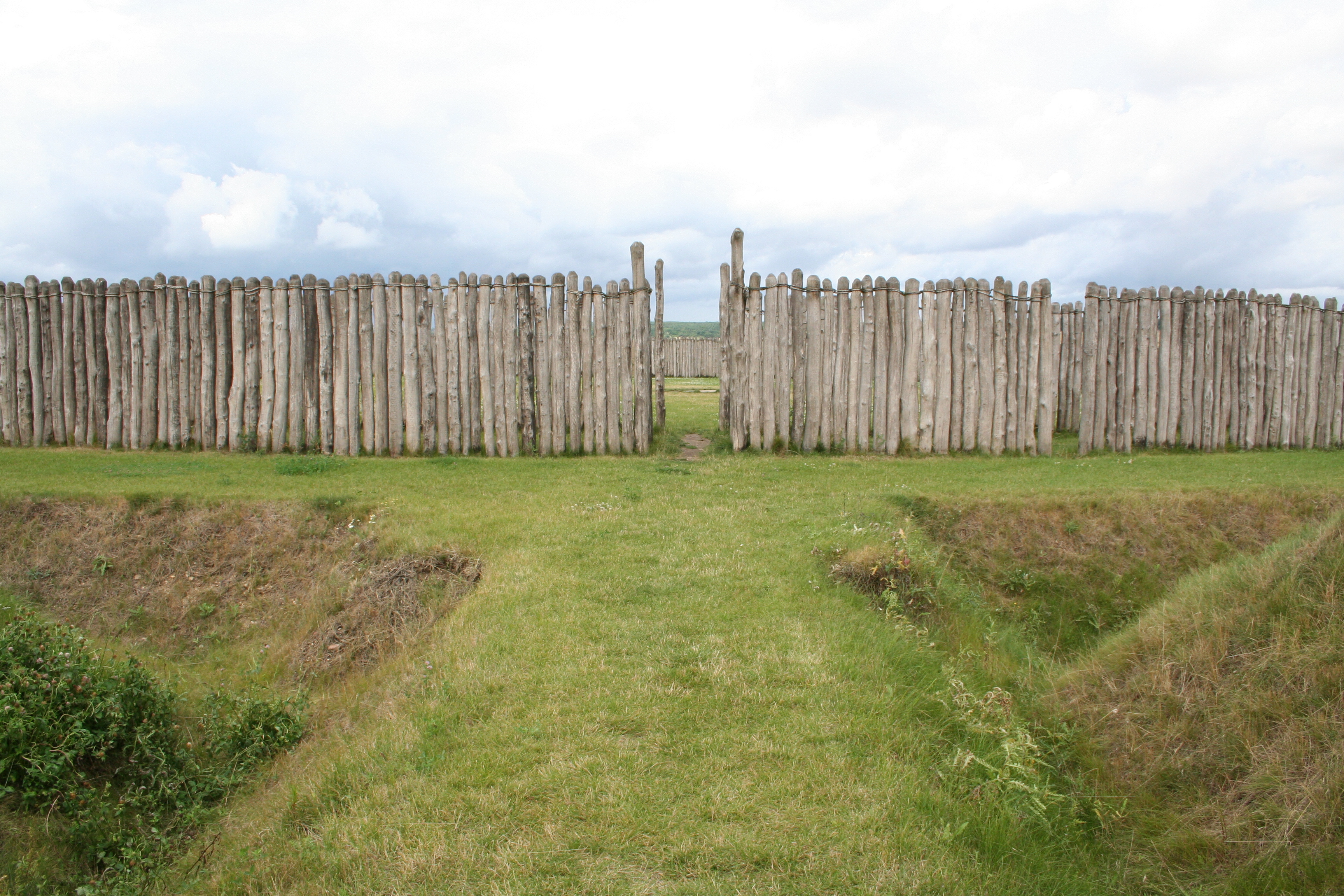
Rekonstruktion der Kreisgrabenanlage von Goseck, Sachsen-Anhalt

Kreisgrabenanlagen, auch Ringgrabenanlagen oder Rondelle genannt, sind Bauwerke prähistorischer, insbesondere neolithischer Kulturen in Mitteleuropa, die heute ausschließlich als archäologische Befunde erhalten sind.
Diese ringförmigen Graben- und Wallkonstruktionen stellen vorgeschichtliche Erdwerke dar. Die ältesten waren kreisförmig oder elliptisch angelegt, kombinierten ausgehobene Gräben mit aufgeworfenen Wällen, und stammen aus dem Kontext der Linienbandkeramik (Altneolithikum, 5500–4900 v. Chr.). Die Blütezeit der Anlagen war das Mittelneolithikum (4900–4500 v. Chr.). Frühere, C-förmige Anlagen wurden in Süditalien (Passo di Corvo) gefunden. Spätere Anlagen zeigen veränderte Strukturen und stammen als unterbrochenes Erdwerk aus der Trichterbecherkultur (TBK) und der Michelsberger Kultur (um 3500 v. Chr.), also aus dem Endneolithikum und der Bronzezeit.

## Verbreitung mittelneolithischer Kreisgrabenanlagen
Die „Kreisgraben-Idee“ hat sich um 4900 v. Chr. mit der Lengyelkultur aus dem Raum Ungarn/Slowakei in Richtung Nordwesten ausgebreitet. Die Verbreitung erfolgte aus diesem Kerngebiet entlang der Donau und Elbe nach Westen und erstreckte sich über Österreich (mit einem Schwerpunkt in Niederösterreich Friebritz, Kamegg), Tschechien (Bulhary, Bylany, Těšetice-Kyjovice) und Polen bis in den Westen Deutschlands (vgl. Fundstellenliste, Absatz 5).
Die rund 120 Anlagen umfassen folgende archäologische Kulturen des Mittelneolithikums: Lengyel-Kultur, Stichbandkeramik, Rössener Kultur, Großgartacher Kultur, Oberlauterbacher Gruppe und die Theiß-Herpály-Csöszhalom-Kultur.
Mit Hilfe der Luftbildarchäologie konnte eine große Zahl neuer mittelneolithischer Rondelle entdeckt werden. So wurden allein in Niederösterreich seit Beginn einer systematischen Luftbildarchäologie im Jahre 1961 ca. 40 neue Kreisgrabenanlagen gefunden. Auch in der Slowakei, in Böhmen und Mähren, in Niederbayern an der Isar, Sachsen, Sachsen-Anhalt (vor allem nahe der Elbe) und Brandenburg wurden seitdem neue Anlagen entdeckt. Mittlerweile wurden in Deutschland bereits 32 Anlagen gefunden, die sich über alle linearbandkeramischen Gruppen ziehen und teilweise eine Kontinuität bis zum Beginn der Lausitzer Kultur zeigen. Besonders umfangreich stellen sich die Anlagen in Csoszhalom-Polgár in Ungarn, die Anlage in Cífer in der Slowakei, die Anlage Schalkenburg bei Quenstedt, Sachsen-Anhalt sowie die Anlage Pömmelte-Zackmünde mit der nachfolgenden Anlage Schönebeck dar. Diese nehmen aufgrund ihrer Gestaltung offenbar einen besonderen Stellenwert ein und zeigen damit auch den Besiedlungsweg, was durch die neolithischen schwarzbemalten Keramikfunde in Polgár und Pömmelte bewiesen wird. Unzureichend erforscht sind derzeit Anlagen in Tschechien. Bekannt ist vorerst nur, dass es drei Anlagen bei Hašov, Horšovský Týn, Tschechische Republik nahe der österreichischen Grenze gibt, die jedoch der Bronze- und/oder Eisenzeit zugerechnet werden. Besser passt jedoch eine 7500 Jahre alte Besiedlung mitten in Prag, was vermuten lässt, dass dort einige Kreisgrabenanlagen durch modernen Stadtbau überbaut wurden und somit vermutlich unauffindbar bleiben, ähnliches ist unter Brünn zu vermuten.

## Aufbau
Die Anlagen bestehen aus ein bis drei kreisförmigen oder elliptischen, nicht immer ganz konzentrischen Gräben mit einem Durchmesser von 40–300 m. Bei zweikreisigen Anlagen folgen die Durchmesser dem Verhältnis 2:3 oder 3:4, in seltenen Fällen auch 1:2. Die Gräben haben einen spitzen, steilen U- oder sogar V-förmigen Querschnitt, sind 4–8 m, zum Teil bis 10 m breit und erreichen Tiefen zwischen 3 und 6 m (wie z. B. Podhájksa).
Die verschiedenen Grabenringe sind gleich breit oder nehmen von innen nach außen in der Breite ab. Meist weisen sie 2 bis 4 und mehr regelmäßige Unterbrechungen auf, die in Großbritannien viel zahlreicher sind. Eine Erdbrücke bildet den Zugang zum inneren Bereich. Manche sind mit regelrechten Toranlagen ausgestattet.
Im Inneren folgen mitunter ein oder mehrere (zum Beispiel in der Anlage Schalkenburg) konzentrische Palisadenringe aus Holzstämmen, die das Zentrum umschließen. Das Zentrum ist ein ebener freier Bereich, der manchmal Reste von Holzbauten enthält.
Die Kreisanlagen liegen fast immer von der Siedlung isoliert und liegen oft auf Hügeln. In Niederbayern fanden sich in größeren Grabenringen Rondelle von dem Ausmaß einer mittelalterlichen Stadt, etwa 300–800 m. Die einzige exakt kreisförmige Anlage Niederbayerns von Schmiedorf-Osterhofen mit drei Gräben, einem äußeren Durchmesser von 74 m und einer inneren Palisade von 22 m, befindet sich zusammen mit einer zweiten Anlage von nur 52 m Ausmaß und nur einem Graben in einem größeren Oval von 320 m × 260 m, einem Doppelgrabensystem vom Beginn des 5. Jahrtausends v. Chr., in dem zentral die beiden Rondelle lagen.
Wenige Ausnahmen sind bekannt, wo Siedlungsstrukturen direkt mit den Rondelle assoziiert sind (z. B. Svodín). Es ist jedoch nicht immer klar, ob die interne Bebauung gleichzeitig mit den Ringen ist.

## Funktion
Bisher wurden in der Forschung drei Möglichkeiten diskutiert:
1. Zentralplatz für gesellschaftliche, religiöse und politische Zusammenkünfte, Handelsplatz
2. Verteidigungsanlage oder Fluchtburg
3. Viehgehege (Kraal)

In der Forschung, besonders in Süddeutschland und Niederösterreich, neuerdings auch in Mitteldeutschland, hat sich die Erkenntnis durchgesetzt, dass die Hauptachsen einer astronomischen Ausrichtung folgen. In einigen Fällen handelt es sich um regelrechte Kalenderbauten, astronomische Beobachtungszentren und möglicherweise Sonnentempel.

### Kalenderbauten
Exakt konzentrisch waren nur wenige Anlagen konstruiert, z. B. die Kreise von Schmiedorf-Osterhofen und Eching-Viecht. Die meisten Anlagen sind dagegen ziemlich unregelmäßig: gestauchte Kreise, Ellipsen. Die Ellipse von Meisternthal ist sogar exakt über zwei Brennpunkte konstruiert. Eine erstaunliche Leistung, immerhin 2000 Jahre vor Stonehenge, das auch eine genau elliptische Form aufweist.
Untersuchungen an den Anlagen in Bayern vor etwa 20 Jahren – die ersten magnetischen Prospektionen erfolgten dort bereits in den Jahren 1984–1988 – hatten schon ergeben, dass diese mit hoher Wahrscheinlichkeit astronomisch ausgerichtet waren.
Der Vergleich der Torachsen ergab, dass immer astronomische Orientierung auf die Sonne vorlag, am häufigsten zum Sonnenaufgang der Wintersonnenwende (Azimut von 127 Grad). Der Bochumer Astronom Wolfhard Schlosser (siehe auch Himmelsscheibe von Nebra) bestätigte die Ausrichtung bei einer Untersuchung bayrischer Anlagen mit einer Wahrscheinlichkeit von 99,7 %. Die große und alle typischen Merkmale besitzende Anlage von Kothingeichendorf besitzt genau wie die kleine von Meisternthal eine exakte Ausrichtung nach den Himmelsrichtungen. Ost- und Westtor weisen zum Sonnenauf- und Sonnenuntergang an den Frühlings- und Herbstäquinoktien, dem 21. März und 23. September. Das Gleiche gilt auch für Ippesheim in Mittelfranken, hier bestätigte der Astronom Th. Schmidt-Kahler die absolut regelmäßige Ausrichtung der Brücken und Lücken in den Palisaden auf den Sonnenaufgang der Sommer- und Wintersonnenwende sowie den Sonnenuntergang zur Tag-und-Nacht-Gleiche.
Es gibt aber auch Unterschiede in den Details der einzelnen Anlagen. Die Anlage von Ramsdorf-Wallerfing besteht aus drei Gräben, drei Toren und einer Innenpalisade. Sie ist mit 90/79 m Durchmesser die zweitgrößte Anlage Niederbayerns und hat eine elliptische Form.
Die Orientierung einer der beiden Torachsen bei der Ramsdorf-Wallerfing-Anlage fällt anders aus und genügt mit einem Azimut von 116 Grad genau der Kalendertheorie von Alexander Thom. Der bekannte Hobbyarchäologe, der umfangreiche Untersuchungen und Hypothesen zu Stonehenge entwickelt hatte, postulierte einen allgemeinen Megalithischen Kalender. Dieser war nach dem Sonnenlauf und den vier wichtigen Kalenderdaten, der Tag-und-Nacht-Gleiche und der Sonnenwenden ausgerichtet. Er sollte 16 Monate umfassen. Der daraus abgeleitete 8-monatige Sonnenkalender stützt sich auf die entsprechenden Festtagsdaten, welche bei den Kelten Samhain (Allerheiligen am 1. Nov.), Imbolc (Mariä Lichtmess 2. Februar) hießen. Die Orientierung der Achsen folgte also weder den Äquinoktien noch den Solstitien, sondern den alten Anfangs- und Endterminen der Jahreszeiten: 1. November, 2. Februar, 1. Mai. Das Nordwesttor mit Azimut 217 bis 228 Grad fällt dabei genau auf den Sonnenuntergang der Wintersonnenwende am 21. Dezember. Sollte dieser frühe steinzeitliche Kalender Allgemeingültigkeit besessen haben, so wäre er hiermit bereits für das 5. Jahrtausend v. Chr. nachgewiesen.
Nach diesem alten grundlegenden astronomischen Kalender richten sich noch heute die Berechnung der Jahreszeiten in Großbritannien und Irland, während sie in Mitteleuropa und den USA nach dem modernen Kalender verschoben sind. So beginnt der Sommer in Deutschland erst zum Tag der Sommersonnenwende, während er dort bereits am 1. Mai beginnt und somit die Sonnenwende tatsächlich auf die Mitte des Sommers fällt. Ein Relikt dieser älteren Vorstellung ist uns noch in der Bezeichnung des Mittsommernacht-Tages am 21. Juni erhalten geblieben, der von der modernen kalendarischen Vorstellung abweicht, wonach das Jahr genau am 31. Juli geteilt ist und dieses Datum heute eher als die Mitte des Hochsommers angesehen wird.
Unterschiede bestehen auch in der Genauigkeit und der Art der Visierlinien, so fallen manche Toröffnungen zentral auf die Sonnenauf- und Untergangspunkte, bei anderen wird die rechte Torkante anvisiert, und bei Anlagen wie Ippesheim und Steinabrunn, konnte man Peillinien über die Torkante zu markanten Punkten am Horizont feststellen. Im Falle von Ippesheim auf den Kappel- und Bullenheimer Berg. Wie bei einer Sonnenuhr konnten auch die Schatten der Durchlässe oder einzelner Holzpfähle auf Steine innerhalb der Anlagen weisen und somit eine taggenaue Bestimmung der astronomischen Punkte ermöglichen.

### Doch keine Kalenderbauten
Im Gegensatz zu den oben genannten Theorien kommt der Astronom Georg Zotti zu einer eher gegensätzlichen Erkenntnis. Ein eindeutiger astronomischer Bezug aller Kreisgrabenanlagen ist nicht erkennbar. Mit dem 2008 begonnenen Projekt Astrosim wertete er die Daten der rd. 30 damals bekannten niederösterreichischen Kreisgrabenanlagen aus. Softwaregestützt visualisierte er die Daten für Statistiken und in 3D-Modellen. So folgten die Tore der Anlagen eher der Hangneigung im Gelände und in den seltensten Fällen Himmelsereignissen. Zwar gäbe es mit Pranhartsberg 2 auch eine Anlage, die sich sehr klar an der Sonnenwende orientiert, doch kann damit ein Zufall nicht widerlegt werden.

## Archäologie

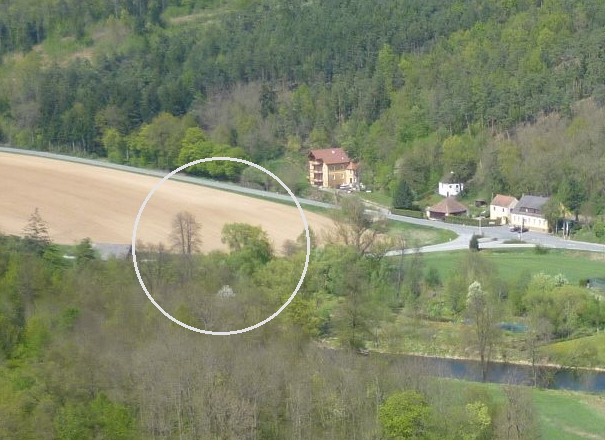
Die Lage der mittelneolithischen Kreisgrabenanlage in Rosenburg (Niederösterreich) ist an der Verfärbung des Ackerbodens erkennbar

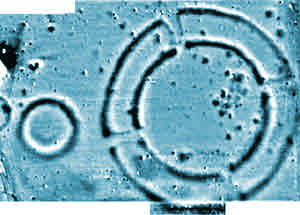
Kreisgrabenanlage Kleinroetz, Österreich

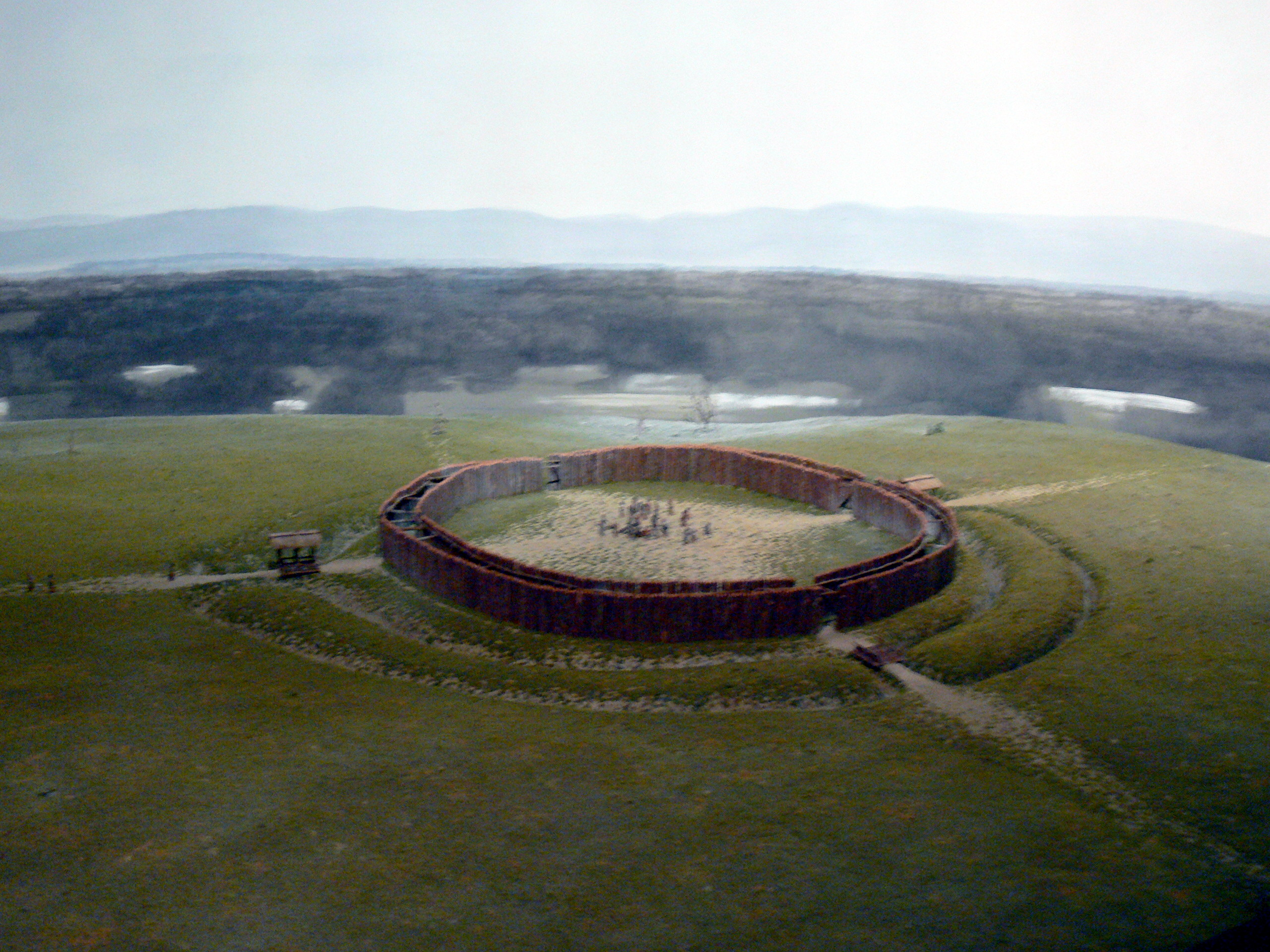
Kreisgrabenanlage von Künzing-Unternberg; Rekonstruktion im Museum Quintana

Durch die intensive Landwirtschaft in Mitteleuropa sind die monumentalen Anlagen inzwischen fast vollkommen eingeebnet und können in den seltensten Fällen noch durch heute sichtbare Erdwälle festgestellt werden, anders als die mittelalterlichen, oft slawischen Burgwälle. Gefunden werden sie hauptsächlich durch die Luftbildarchäologie und durch anschließende Magnetometerprospektion. Selbst die inneren Palisadenringe konnten im Fall bayerischer Anlagen mittels magnetischer Prospektionen ausfindig gemacht werden. Durch die Verrottung der eingegrabenen Baumpfähle reicherten sich in den mit Erde verfüllten Ringgräben magnetotaktische Bakterien an und machten die Gräben auf dem Magnetbild sichtbar (nach J. Fassbinder).
Die Fundgeschichte begann bereits im 19. Jahrhundert. Die erste Erwähnung einer solchen Anlage stammt von 1885 mit der Beschreibung der böhmischen Kreisgräben von Krpy. Von 1919 bis 1924 wurde die Anlage von Zeholfing/Kothingeichendorf in Niederbayern wissenschaftlich untersucht. 1937 grub man bei Mühlbach am Manhartsberg (Niederösterreich) einen Kreis von 42 Metern Durchmesser aus.
Die erste vollständige Freilegung einer Kreisgrabenanlage erfolgte ab 1967 im Zuge einer Forschungsgrabung in Těšetice (Südmähren). Mit den Kreisanlagen sind auch immer Siedlungen verbunden, die meist nahe oder in einigen Kilometern Entfernung zur Anlage gefunden werden.
In Kreisgrabenanlagen werden häufig Fragmente von meist weiblichen, kleinen Frauenfiguren aus Ton gefunden. Neben Tierknochen sind in den Gräben auch vereinzelt menschliche Skelett-Teile zu finden. In Friebritz (Niederösterreich) wird eine rituelle Leichenzerstückelung vermutet.
In Ippesheim lässt sich ein rascher Funktionswandel der Anlage ausmachen, nach wenigen Generationen wurde ihr kalendarischer Zweck aufgegeben. Etwa 150 Jahre nach ihrer Errichtung im 49. oder 48. Jahrhundert v. Chr. fand in ihrem Zentrum eine (Opfer-)Bestattung einer etwa 30-jährigen Frau kopfüber in einem engen schulterbreiten Schacht statt. Warum die Anlagen so bald wieder aufgegeben wurden und einen Wandel in ihrer rituellen Funktion durchmachten, bleibt ungeklärt.
Eine vollständige Ausgrabung von Kreisgrabenanlagen erfolgt (vor allem aus finanziellen Gründen) nur selten.

## Liste von Kreisgrabenanlagen

### Deutschland
Bayern
Franken
- Hopferstadt (dreifache Kreisgrabenanlage, größter Palisadengraben ⌀ 152 m) – Luftbildprospektion seit 1980, Magnetprospektion 2001[6]
- Ippesheim (einfache Kreisgrabenanlage, ⌀ 65 m) – Luftbildprospektion 1980 + 1989, Magnetprospektion 1997, Ausgrabung 1998–2004, stammt aus der frühesten Zeit der Kreisgrabenanlagen 4900–4800 v. Chr.

Niederbayern
- Eching-Viecht (zweifache Kreisgrabenanlage)[7]
- Irlbach, Lkr. Straubing-Bogen (zweifache Kreisgrabenanlage)[8]
- Kreisgrabenanlage von Künzing-Unternberg -(zweifache Kreisgrabenanlage) – Ellipse von 100 m Durchmesser[9]
- Landau an der Isar-Meisternthal, Lkr. Dingolfing-Landau (einfache Kreisgrabenanlage) – exakte Ellipse über 2 Brennpunkte, ⌀ 36/44 m[10]
- Oberpöring-Gneiding, Lkr. Deggendorf (zweifache Kreisgrabenanlage)[11]
- Osterhofen-Schmiedorf 1 + 2, Lkr. Deggendorf (einfache und dreifache Kreisgrabenanlage) – exakt kreisförmig, Magnetprospektion 1984, Untersuchung 1995[12]
- Stephansposching, Lkr. Deggendorf (1 Außengraben und 2 kleinere innere Palisadengräben)[13]
- Wallerfing-Ramsdorf, Lkr. Deggendorf (zweifache Kreisgrabenanlage)[14]
- Zeholfing-Kothingeichendorf, Lkr. Dingolfing-Landau (zweifache Kreisgrabenanlage) – wiss. Bodenuntersuchung 1919–24, Magnetprospektion 1984 und 1996[15]

Oberbayern
- Fragliche Kreisgrabenanlage von Moosburg an der Isar-Kirchamper (einfache Kreisgrabenanlage?)

Brandenburg
- Bochow, Gd. Niedergörsdorf (zweifacher Kreisgraben, datiert als Stichbandkeramik, um 4700 v. Chr.)[16]
- Nauen, OT Berge (mehrfach gestaffelte Grabenanlage)
- Dyrotz (dreifacher Kreisgraben)
- Quappendorf, Landkreis Märkisch-Oderland, zweifacher Kreisgraben
- Wollschow, Landkreis Uckermark (dreifacher Kreisgraben, Stichbandkeramik), vergesellschaftet mit einer erheblichen Anzahl von Megalithgräbern

Niedersachsen
- Watenstedt (nördlichste Anlage)[17]

Nordrhein-Westfalen
- Bochum-Harpen (einfache Kreisgrabenanlage)
- Swisttal-Ollheim (dreifache Kreisgrabenanlage)[18]
- Warburg-Daseburg (einfache Kreisgrabenanlage – „Miniaturkreisgraben“)

Sachsen

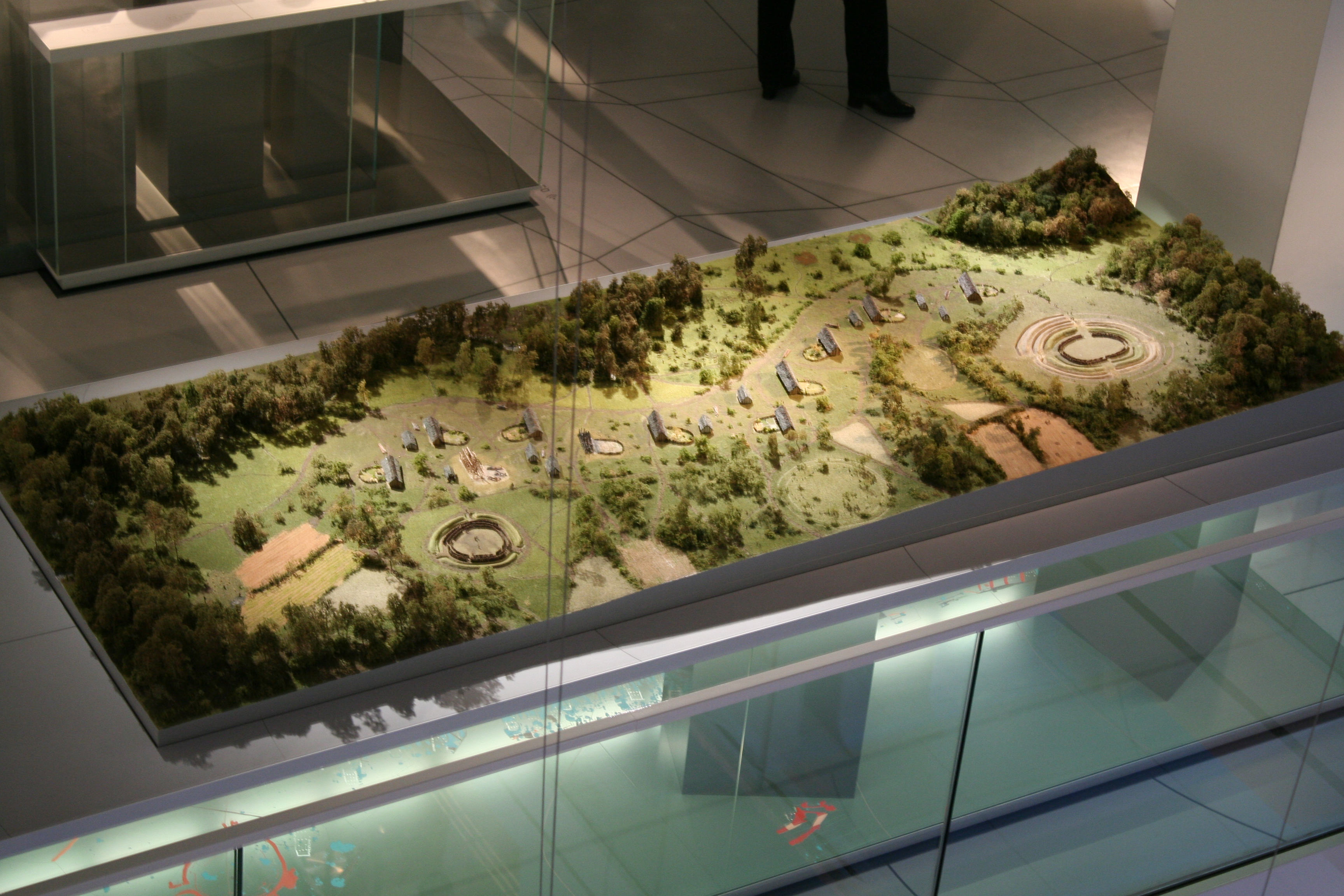
Vereinfachtes Modell der Siedlung und der Kreisgrabenanlagen in Dresden-Nickern, Staatliches Museum für Archäologie Chemnitz

- Kreisgrabenanlage Dresden-Nickern 1 + 2 + 3 + 4 (einfache, zweifache und vierfache Kreisgrabenanlage, ⌀ 126 m auf weniger als 1 km², Nachweis von Stichbandkeramik und Linearbandkeramik)
- Eythra 1 + 2 (einfache und dreifache Kreisgrabenanlage)
- Neukyhna 1 + 2 + 3 (zweifacher, dreifacher und vierfacher Kreisgraben) – ⌀ 135 m, 4 Ringe, Ausgrabungen 2007
- Kreisgraben bei Schkölen
- Sieglitz

Sachsen-Anhalt

Plan der Kreisgrabenanlage Belleben I

Plan der Kreisgrabenanlage Belleben II

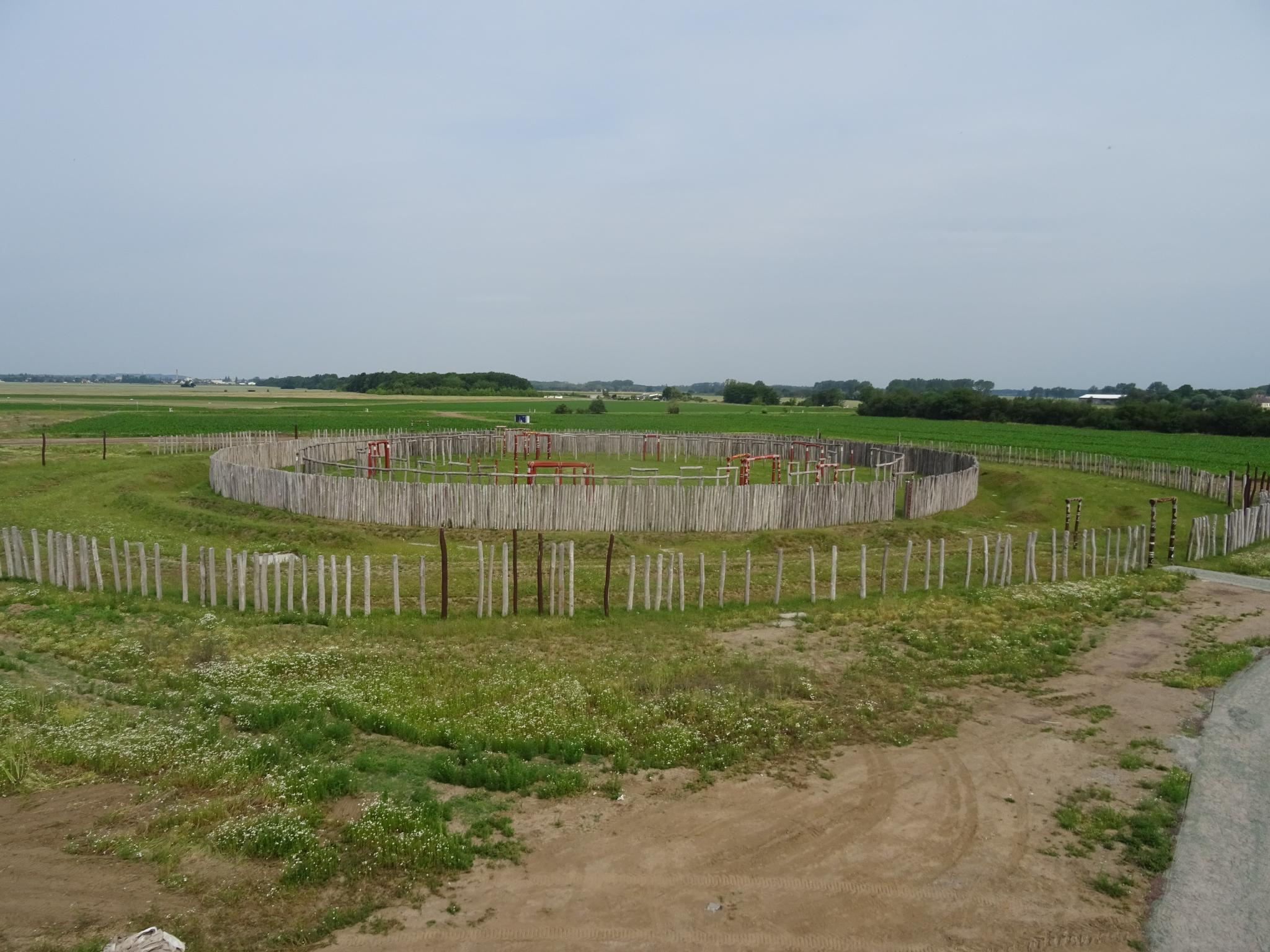
Rekonstruktion der Kreisgrabenanlage von Pömmelte

- Kreisgrabenanlage Bad Dürrenberg (Sondage 2005)
- Belleben I, II, III (Belleben, Ortsteil von Könnern) (einfacher Kreisgraben, Grabungen 2005, 2009–2011, 2014)
- Kreisgrabenanlage Dederstedt (Sondage 2005)
- Kreisgrabenanlage Egeln (Sondage 2005)
- Kreisgrabenanlage Glöthe (Sondage 2005)
- Kreisgrabenanlage von Goseck (einfacher Kreisgraben) – Luftprospektion 1991, 1999, vollständige Ausgrabung 2002 bis 2004, 2005 Rekonstruktion als Freilichtmuseum
- Kreisgrabenanlage Groß Rosenburg (Sondage 2005)
- Kreisgrabenanlage Großjena
- Kötschlitz (zweifache Kreisgrabenanlage)
- Kreisgrabenanlage Lodderstedt
- Kreisgrabenanlage Neutz-Lettewitz (Sondage 2005)
- Kreisgrabenanlage von Pömmelte, mehrere komplexe Anlagen mit 5 Ringen (Nachweis von Schnurkeramiker, Glockenbecher und proto-Aunjetitzer Horizont)
- Kreisgrabenanlage Preußlitz (Sondage 2005)
- Quedlinburg 1 + 2 (zwei doppelte Kreisgrabenanlage)
- Die Schalkenburg bei Quenstedt (fünffache Kreispalisadenanlage) nachgewiesen zur Stichbandkeramik gehörend
- Die Kreisgrabenanlage Schönebeck (Sondage 2005) folgt der Kreisgrabenanlage von Pömmelte unmittelbar mit ähnlichen Ausmaßen

Thüringen
- Kreisgrabenanlage Bielen

### Österreich
Niederösterreich
- Asparn an der Zaya, 2-fache Kreisgrabenanlage Michelstetten (⌀ 56/83 m), teilweise magnetisch prospektiert; einfache Anlage Schletz (⌀ 50 m), magnetisch prospektiert und teilweise ausgegraben
- Altruppersdorf (zweifache Kreisgrabenanlage)
- Au am Leithagebirge (dreifache Kreisgrabenanlage)
- Eggendorf am Walde (dreifache Kreisgrabenanlage, 4 Tore, Dm. ca. 120 m, geomagnetisch prospektiert)
- Friebritz 1 + 2 (1: einfache Kreisgrabenanlage, ⌀ 55 m; 2: zweifache Kreisgrabenanlage, 3 Tore, ⌀ 117/142 m, teilweise ausgegraben)
- Gauderndorf (dreifache Kreisgrabenanlage, ⌀ 55/78/98 m)
- Glaubendorf 1 + 2 (1: einfache Kreisgrabenanlage, ⌀ 53 m; 2: dreifache Kreisgrabenanlage, ⌀ 72/92/112 m; Luftbild- u. Magnetprospektion 1998–2000)
- Gnadendorf (zweifache Kreisgrabenanlage, ⌀ 51/76 m)
- Göllersdorf Kreisgrabenanlage Gfletzgraben[19]
- Herzogbirbaum[19]
- Hornsburg 2 + 3 (2: zweifache Kreisgrabenanlage, ⌀ 65/88 m; 3: dreifache Kreisgrabenanlage, ⌀ 65/85/105 m)
- Immendorf (dreifache Kreisgrabenanlage, ⌀ 55/85/105 m, Luftbildprospektion 1981)
- Kamegg (zweifache Anlage, ⌀ 76/144 m, erste Luftbildprospektion 1961, Grabung Ende der 1980er Jahre)
- Karnabrunn (einfache Kreisgrabenanlage)[19]
- Kleedorf (einfache Kreisgrabenanlage)
- Kleinrötz (zweifache Kreisgrabenanlage, ⌀ 70/104 m, 1997 magnetisch prospektiert)

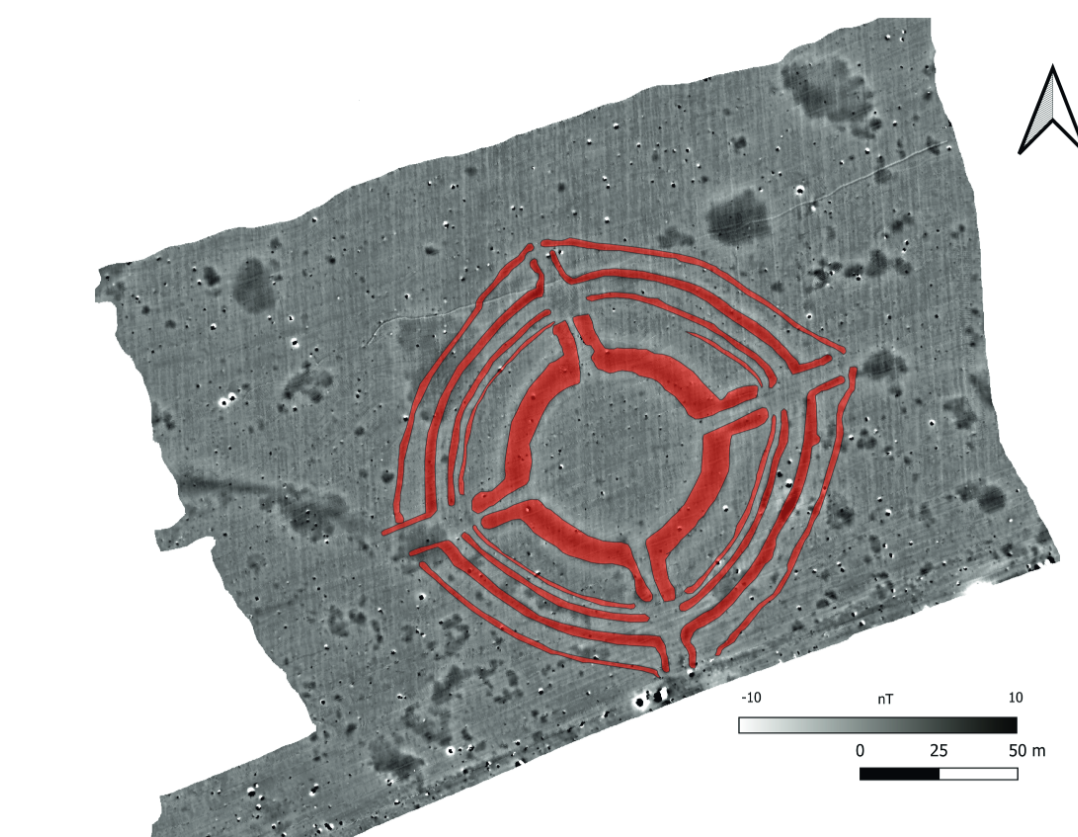
Die komplexe Kreisgrabenanlage von Podhájska

- Die komplexe Kreisgrabenanlage von PodhájskaMichelstetten (zweifache Kreisgrabenanlage, ⌀ 56/83 m, 1995 teilweise magnetisch prospektiert)
- Moosbierbaum (zweifache Kreisgrabenanlage)
- Mühlbach am Manhartsberg (einfache Kreisgrabenanlage, ⌀ 46 m, Ausgrabung 1937)
- Niederleis (doppelte Kreisgrabenanlage, 4 Tore, Dm. 90 m, geomagnetisch prospektiert)
- Oberthern (zweifache Kreisgrabenanlage)
- Perchtoldsdorf 1 + 2 (zweifache und dreifache Kreisgrabenanlage)
- Plank am Kamp (zweifache Kreisgrabenanlage)
- Porrau (zweifache Kreisgrabenanlage)
- Pottenbrunn (einfache Kreisgrabenanlage)
- Pranhartsberg (Sitzendorf an der Schmida) I + II (I: zweifache Kreisgrabenanlage, ⌀ 54/80 m, 1999 magnetisch prospektiert; II: zweifache Kreisgrabenanlage, ⌀ 82/105 m, 1998 magnetisch prospektiert)[19]
- Puch 1 + Puch 2 (1: zweifache Kreisgrabenanlage, ⌀ 64/86 m, 1995 magnetisch prospektiert; 2 = Kleedorf: einfache Kreisgrabenanlage, ⌀ 100 m, 1995 magnetisch prospektiert)
- Rosenburg (einfache Kreisgrabenanlage, ⌀ 42 m, 1985 magnetisch prospektiert und teilweise ausgegraben)[20]
- Schletz (einfache Kreisgrabenanlage)
- Schiltern (dreifache Kreisgrabenanlage, ⌀ 60/85/105 m, 2016 magnetisch prospektiert, 1 Palisadenring mit zwei Öffnungen)
- Simonsfeld (dreifache Kreisgrabenanlage, ⌀ 60/90/125 m)
- Statzendorf (zweifache Kreisgrabenanlage, geophysikalisch prospektiert[21], wobei eine Zeitstellung in die späte Linearbandkeramik wie bei der Anlage in Nieder-Mörlen[22], Hessen, wahrscheinlich ist)
- Steinabrunn (zweifache Kreisgrabenanlage, ⌀ 59/80 m, 1997 magnetisch prospektiert)
- Stiefern (zweifache Kreisgrabenanlage, ⌀ 49/73 m)
- Stotzing (erste vierfache Kreisgrabenanlage in Österreich, äußerster Graben wahrscheinlich oval, ⌀ 45/65/88/min. 105 m)[23]
- Straß im Straßertale (zweifache Kreisgrabenanlage, ⌀ 57/77 m)
- Strögen (zweifache Kreisgrabenanlage, ⌀ 50/75 m, 1987 magnetisch prospektiert und teilweise ausgegraben)
- Velm, Gde. Himberg (dreifache Kreisgrabenanlage)[19]
- Wetzleinsdorf (einfache Kreisgrabenanlage – nicht mehr verifizierbar)
- Wilhelmsdorf 1 + 2 (einfache und zweifache Kreisgrabenanlage, ⌀ 165 m, Grabung 1991–95)
- Winden bei Melk (einfache Kreisgrabenanlage)
- Würnitz (zweifache Kreisgrabenanlage)

Oberösterreich
- Ölkam (zweifache Kreisgrabenanlage)

Burgenland
- Rechnitz 1 - 3 (drei Anlagen: Rechnitz 1: zweifache Anlage, Dm. 84 m; Rechnitz 2: zweifache Anlage, Dm. ca. 100 m; Rechnitz 3: dreifache Anlage, Dm. ca. 105 m. Alle geomagnetisch prospektiert)[24]

### Polen
- Biskupin[25]
- Bodzów[26]
- Rąpice[27]
- Pietrowice Wielkie[28]

### Slowakei
- Bajtava (zweifache Kreisgrabenanlage)
- Borovce (zweifache Kreisgrabenanlage)
- Bučany (zweifache Kreisgrabenanlage)
- Cífer (vierfache Kreisgrabenanlage)
- Demandice 1 + 2 (einfache oder zweifache Kreisgrabenanlage)
- Golianovo (dreifache Kreisgrabenanlage)
- Hosťovce (zweifache Kreisgrabenanlage)
- Horné Otrokovce (zweifache Kreisgrabenanlage)
- Kľačany (zweifache Kreisgrabenanlage)
- Milanovce (zweifache Kreisgrabenanlage)
- Nitrianský Hrádok (Gemeinde Šurany) (einfache Kreisgrabenanlage?)
- Podhájska (Okres Nové Zámky) (vierfache Kreisgrabenanlage)
- Podhorany-Mechenice (zweifache Kreisgrabenanlage)
- Prašník (Okres Piešťany) (einfache Kreisgrabenanlage)
- Ružindol-Borová (einfache oder zweifache Kreisgrabenanlage)
- Svodín 1 + 2 (ineinander errichtete einfache und zweifache Kreisgrabenanlage)
- Žitavce 1 + 2 (ineinander errichtete zweifache und dreifache Kreisgrabenanlage)

### Tschechien
- Běhařovice (einfache Kreisgrabenanlage)
- Borkovany (einfache Kreisgrabenanlage)
- Bulhary (zweifache Kreisgrabenanlage)
- Krpy (Böhmen) – 1885 in d. Lit. beschrieben
- Křepice (zweifache Kreisgrabenanlage?)
- Mašovice (zweifache Kreisgrabenanlage)
- Němčičky (einfache Kreisgrabenanlage)
- Rašovice (einfache Kreisgrabenanlage)
- Těšetice (Okres Znojmo) (einfache Kreisgrabenanlage)[29]
- Vedrovice (Okres Znojmo) (einfache Kreisgrabenanlage)
- Snem henge A, B und C, Hašov, Horšovský Týn (vermutlich einfach Kreisgrabenanlagen aus der späten Bronze/frühe Eisenzeit)

### Türkei
- Pendik (einfache Kreisgrabenanlage)

### Ungarn
- Aszód – (einfache Kreisgrabenanlage)
- Balatonmagyaród
- Bezeréd-Teleki-dűlő
- Belvárdgyula
- Polgár-Csőszhalom (vier- bis fünffache oder mehrphasige Kreisgrabenanlage?)
- Sé (zweifache Kreisgrabenanlage)
- Sormás-Török-földek
- Vokány (zweifache Kreisgrabenanlage)
- Szemely-Hegyes (eine große mehrfache und eine dreifache Kreisgrabenanlage)